# Lữ đoàn Bộ binh 33 Úc
Lữ đoàn Bộ binh 33 được quân đội Úc hình thành trong thế chiến thứ hai. Lữ đoàn được thành lập vào tháng 8 năm 1945, hoạt động ở khu vực Đông Ấn Hòa Lan.